# Kanton Levie
Kanton Levie (francouzsky Canton de Levie) je francouzský kanton v departementu Corse-du-Sud v regionu Korsika. Tvoří ho 4 obce.

## Obce kantonu
- Carbini
- Levie
- San-Gavino-di-Carbini
- Zonza